# Świdwie (See)
Der Świdwie (deutsch: Neuendorfer See) ist ein See in der Ueckermünder Heide, deren Ostteil heute Puszcza Wkrzańska heißt und zur polnischen Woiwodschaft Westpommern gehört.
Der Świdwie liegt im äußersten Nordwesten Polens und ist von Stettin aus auf der Woiwodschaftsstraße 115 über Tanowo (Falkenwalde) in 20 Kilometern zu erreichen.
Am Rande der Ueckermünder Heide liegt der 890 Hektar große See inmitten eines Naturschutzgebietes. Es ist das Rezerwat Przyrody Świdwie, das eines der 13 von der Ramsar-Konvention 1984 anerkannten Reservate in Polen ist.
Am Ufer des Świdwie sind die Dörfer Bolków (Schlangenhorst) im Süden, Węgornik (Aalgraben) im Osten und Zalesie (Sonnenwald) im Norden angesiedelt, die zur Gmina Dobra (Daber) bzw. Gmina Police (Pölitz) im Kreis Police gehören.
Durch den See fließt die Gunica (Aalbach), die im Stolsko (Schlosssee) bei Stolec (Stolzenburg) entspringt und nach 35 Kilometern östlich von Jasienica (Jasenitz) in die Oder mündet und eine begehrte Kanustrecke ist.